# Prisma (serie televisiva)
Prisma è una serie televisiva italiana ideata da Alice Urciuolo e Ludovico Bessegato.
Accolta positivamente dalla critica televisiva, che ne ha apprezzato l'intento sociopolitico riguardo ai temi dell'omofobia, transfobia e misoginia, oltre che a tematiche legate all'adolescenza, la serie ha vinto un Nastro d'argento - Grandi Serie.

## Trama
La serie narra le vicende di un gruppo di ragazzi di Latina, in particolare dei gemelli Andrea e Marco. Vengono trattate alcune tematiche sociali come l'identità di genere, il bullismo, l'autolesionismo, la sessualità, lo spaccio di droghe leggere, la disabilità e il revenge porn.

## Episodi
| Stagione         | Episodi | Pubblicazione |
| ---------------- | ------- | ------------- |
| Prima stagione   | 8       | 2022          |
| Seconda stagione | 8       | 2024          |

## Personaggi e interpreti

### Personaggi principali
- Andrea Risorio (stagione 1-2), interpretato da Mattia Carrano.
È un ragazzo bisessuale che percepisce la propria identità di genere in modo fluido. Nasconde a tutti quello che viene socialmente definito il suo lato "femminile" indossando gonne e truccandosi mentre nessuno, o quasi, lo vede. Ha un fratello gemello di nome Marco. In passato è stato fidanzato con una ragazza di nome Micol, ma ora ha sui social un profilo fake dove posta foto in cui finge di essere una ragazza mentre chatta con Daniele, un compagno di nuoto di suo fratello, che inizierà a seguirlo ed a cui lui è interessato. Andrea rivelerà a Daniele la sua vera identità alla fine della prima stagione e nella seconda i due si avvicineranno ulteriormente e, seppur tra alti e bassi, inizieranno una relazione.
- Marco Risorio (stagione 1-2), interpretato da Mattia Carrano.
È un ragazzo molto timido e solitario, a differenza del fratello gemello Andrea. Gli piace nuotare e avrà una breve storia con Carola finita male a causa del tradimento di lei con il suo ex, Daniele. Dopo un periodo di allontanamento dovuto a questo e alla diffusione in rete di un video porno in cui la ragazza è stata filmata durante il suddetto tradimento, i due si riavvicineranno alla fine della seconda stagione.
- Daniele Tramet (stagione 1-2), interpretato da Lorenzo Zurzolo.
Ragazzo di umili origini, molto ambito e carismatico, campione di nuoto ed aspirante trapper. Inizierà a chattare con una ragazza, mettendo like alle sue foto, senza sapere che dietro a quel profilo si cela in realtà Andrea. Presto capirà di essersi innamorato della persona con cui chatta, poiché sembra essere l’unica in grado di capirlo fino in fondo e con cui può essere se stesso senza filtri. Alla fine della prima stagione scoprirà che dietro a quel profilo c’è Andrea. Da quel momento, Daniele si trova costretto a mettere in discussione la sua radicata convinzione di essere strettamente eterosessuale, ma capirà di essere ugualmente interessato a lui. Seppur tra alti e bassi, i due ragazzi inizieranno una relazione.
- Carola Sperati (stagione 1-2), interpretata da Chiara Bordi.
È una ragazza con una gamba protesica. In passato fidanzata con Daniele, ancora prima ha avuto un flirt con l'amico di Daniele, Ilo. Inizierà una storia con Marco, ma durante una festa lo tradirà facendo sesso insieme a Daniele: questo evento, seppur lei sia sinceramente pentita dell'accaduto, porterà alla rottura con Marco. Inoltre, scoprirà suo malgrado che qualcuno ha filmato il suo rapporto con Daniele e lo ha diffuso in rete, dovendo affrontare le conseguenze di questo evento traumatico nella seconda stagione. In seguito, riuscirà a riavvicinarsi a Marco.
- Nina Zanier (stagione 1-2), interpretata da Caterina Forza.
È una ragazza lesbica che è andata a letto con Micol, la ex ragazza di Andrea. Dopo essere diventati compagni di banco, inizierà a frequentare proprio Andrea, capendo che lui è diverso dagli altri: infatti, sarà la prima a cui lui rivelerà la sua identità di genere fluida e una notte, dopo essere stati ad una festa in un locale, andranno a letto insieme una volta, ma poi decideranno di rimanere solo amici. In seguito, capirà di voler provare a portare avanti una vera relazione con Micol, cercando di riavvicinarsi a lei.
- Micol (stagione 1-2), interpretata da Elena Falvella Capodaglio.
È l'ex ragazza di Andrea, che frequenta un'altra scuola a Sabaudia. È andata a letto con Nina, ma da quel momento sono diventate molto amiche e, in seguito, proveranno anche ad avere una vera relazione.
- Padre di Andrea e Marco (stagione 1-2), interpretato da Andrea Giannini.
- Madre di Nina (stagione 1), interpretata da Marta Zoffoli.

## Produzione e distribuzione
La prima stagione della serie venne pubblicata il 21 settembre 2022 sulla piattaforma Amazon Prime Video. La stessa piattaforma, che è anche la casa di produzione della serie, ha ufficializzato nel 2023 il rinnovo per una seconda stagione, che viene pubblicata il 6 giugno 2024.
L’11 settembre 2024, lo showrunner Ludovico Bessegato annuncia che Prime Video non ha rinnovato la serie per una terza stagione. Sempre a settembre 2024, viene annunciato che le due stagioni prodotte andranno in onda in prima visione in chiaro sulle reti Rai nel 2025.
Le riprese delle stagioni della serie si sono svolte a Latina, Sabaudia e nel parco nazionale del Circeo.

## Accoglienza
La serie ha ottenuto recensioni favorevoli da parte della critica televisiva che ne ha apprezzato l'intento sociopolitico riguardo ai temi dell'omofobia, transfobia e misoginia, oltre che a tematiche legate all'adolescenza, associandola alla serie Skam Italia, diretta dal medesimo regista. Il critico Aldo Grasso, recedendo la serie per IO Donna, afferma che la serie «testimonia la vitalità del genere e la capacità di guardare con profonda e delicata introspezione dentro l’universo degli adolescenti di oggi dei due sceneggiatori».
Eleonora D'Amore di Fanpage.it apprezza l'intento sociopolitico della serie televisiva, scrivendo che «in un'Italia dilaniata da frange acremente omofobe e transfobiche, Bessegato e Alice Urciuolo alzano la posta scommettendo sul coraggio dei giovani» sottolineando che la trama «abbraccia la diversità come valore, elemento già ampiamente radicato in Skam Italia, che ora torna prepotente».
Chiara Scipiotti del The Hollywood Reporter Roma riscontra nella serie una «maggiore libertà creativa» rispetto a Skam italia, apprezzando la scelta di  «dare lo stesso spazio a tutti i suoi protagonisti» e affrontare tematica di «quanto solitaria sia la scelta di essere out and proud in provincia». La giornalista apprezza la narrazione dei rapporti maschili, riscontrando tuttavia che i rapporti femminili in Prisma «sembrano qualcosa che “accade, spesso in secondo piano, secondo meccanismi che la narrazione stessa fatica a capire.

## Riconoscimenti
- 2023 – Nastri d'argento - Grandi Serie
  - Miglior serie TV - Dramedy[15]
- 2025 – Italian Global Series Festival
  - Candidatura alla miglior serie drama[16]